# Barrio Estación (álbum)
Barrio Estación es el nombre del quinto álbum de estudio, de la banda chilena Los Bunkers. Fue lanzado el 19 de junio de 2008 en México, y durante la segunda semana de agosto del mismo año en Chile.
El título de la placa proviene del mismísimo Barrio Estación, un característico barrio bohemio de la ciudad de Concepción, ciudad cuna de Los Bunkers en Chile y de varias otras bandas. En un principio, el álbum iba a llamarse Capablanca, como el tema instrumental.
Una no menor característica de este disco es que es el primero de la banda en ser editado primero en el extranjero antes de que en su país de origen, donde fue grabado, lo cual estuvo rodeado por la controversia. En Chile, los problemas de la discográfica del grupo con la disquera Feria Mix, que junto con su ex sello Feria Music/La Oreja forman parte del mismo conglomerado, impidieron su distribución a tiempo, por lo que la banda debió negociar su distribución a través de cadenas de supermercados.

## Sencillos
El álbum se caracteriza por la variedad de estilos y sonoridad en las canciones que componen este disco. Tuvo una buena recepción por parte de la crítica [cita requerida], y su primer sencillo «Deudas» sonó mucho en las radios locales, alcanzando el puesto n° 28 en los rankings chilenos.  La canción «Deudas» cuenta con un videoclip, rodado durante la primera semana de junio. En él aparecen los cinco integrantes de la banda en un casino, apostando y tocando en vivo.
Por su parte, «Me Muelen a Palos» (segundo sencillo del álbum), se ubicó en el primer puesto en las preferencias de los oyentes de las radios de México, y en el sexto lugar de las listas del mismo país.

Según datos oficiales de la Cadena Mixup, a poco más de un mes de su lanzamiento, Barrio Estación alcanzó la quinta posición de los discos en español más vendidos en México.
El día 28 de agosto de 2008, a pocos días del estreno del videoclip de «Me Muelen a Palos», se confirma que el tercer sencillo de Barrio Estación es «Nada Nuevo Bajo el Sol», canción que también cuenta con un videoclip con rotación en las principales cadenas televisivas iberoamericanas. 
Por su parte, el cuarto sencillo del disco es «Fiesta», promocionado mediante un videoclip, en el que el destacado actor chileno Daniel Muñoz imita a un cansado y desgastado Elvis Presley. Asimismo, el quinto sencillo del disco corresponde al tema «Una Nube Cuelga Sobre Mí», cuyo videoclip fue grabado en la compañía de las marionetas del popular programa infantil 31 minutos.

## Lista de canciones
Todas las canciones escritas y compuestas por Mauricio Durán y Francisco Durán, excepto donde está indicado. 
| N.º   | Título                               | Vocalista principal            | Duración |  |
| 1.    | «Coma»                               | Álvaro López                   | 4:39     |  |
| 2.    | «Me muelen a palos»                  | Franciso Durán                 | 4:03     |  |
| 3.    | «Fiesta»                             | Álvaro López                   | 4:40     |  |
| 4.    | «Una nube cuelga sobre mí»           | Álvaro López                   | 3:58     |  |
| 5.    | «Andén»                              | Álvaro López                   | 4:17     |  |
| 6.    | «Si todo esto es lo que hay»         | Francisco Durán                | 4:13     |  |
| 7.    | «Capablanca»                         | (Instrumental)                 | 2:37     |  |
| 8.    | «Deudas»                             | Álvaro López                   | 4:12     |  |
| 9.    | «Nada nuevo bajo el sol»             | Francisco Durán                | 4:50     |  |
| 10.   | «El tiempo que se va» (Álvaro López) | Álvaro López                   | 3:02     |  |
| 11.   | «El mismo lugar»                     | Francisco Durán y Álvaro López | 3:02     |  |
| 12.   | «Tarde»                              | Francisco Durán y Álvaro López | 4:21     |  |
| 13.   | «Abril»                              | Álvaro López                   | 5:17     |  |
| 52:48 |                                      |                                |          |  |

## Músicos

### Los Bunkers
- Mauricio Basualto – Batería, Percusión
- Francisco Durán – Guitarra eléctrica, Guitarra acústica, Teclados, Sintetizador, Coros, Voz solista en "Me Muelen a Palos", "Si Todo Esto Es Lo Que Hay", "Nada Nuevo Bajo el Sol", "El Mismo Lugar" (introducción) y "Tarde" (final)
- Mauricio Durán –  Guitarra eléctrica, Guitarra acústica, Teclados, Sintetizador, Coros
- Gonzalo López – Bajo eléctrico
- Álvaro López – Voz solista (excepto donde se indica), Guitarra acústica

### Músicos invitados
- Sebastián Jordán – Trompeta, Flugelhorn
- Matías Piñeira – Corno Francés
- Carlos Fabre – Quena, Quenacho
- Camilo Salinas – Acordeón

## Sencillos
- «Deudas» – Marzo de 2008
- «Me Muelen a Palos» – Julio de 2008
- «Nada Nuevo Bajo el Sol» – Agosto de 2008
- «Fiesta» – abril de 2009
- «Una Nube Cuelga Sobre Mí» – Agosto de 2009